# Коваленко Михайло Степанович
Михайло Степанович Коваленко (20 листопада 1888, Таганрог, Російська імперія — 2 квітня 1954, Стемфорд, Коннектикут, США) — американський математик та астроном українського та російського походження. Професор-асистент (доцент) у Свортмор-Коледжі (1927-1939). Засновник кількох нагород у галузі науки, названих на честь його дружини Джессі Стівенсон-Коваленко.

## Біографія
У 1912 році Михайло Коваленко закінчив Петербурзький політехнічний інститут. Пізніше 1924 року отримав ступінь у Паризькому університеті. У 1924-1926 роках працював у Обсерваторії Мак-Корміка в Університеті Вірджинії. 1927 року захистив дисертацію доктора філософії в Принстонському університеті на тему  «Визначення сонячного апексу та середнього паралаксу зір десятої величини на основі фотографій, зроблених у Обсерваторії Маккорміка» (англ. A Determination of the Solar Apex and the Mean Parallax of Tenth-Magnitude Comparison Stars, Based on Photographs Taken at the Mccormick Observatory). Після цього до виходу на пенсію працював професором-асистентом (доцентом) математики та астрономії у Свортмор-Коледжі у 1927—1939 роках. Був знайомий з професорами Семюелом Мітчеллом, Генрі Норрісом Расселлом та Гарлоу Шеплі.
Здобув громадянство США 27 березня 1930 року.
Під час перепису населення 1940 року мешкав у Флориді, на проспекті Ріджвуд у Еджвотері, округ Волусія

## Родина та меценатство
Михайло Коваленко був одружений з Джессі Маколай Стівенсон-Коваленко англ. Jessie Macaulay S Kovalenko. Джессі народилася 21 листопада 1888 року в Нью-Каслі, штат Пенсільванія у родині Джона та Мері Стівенсонів. Мала двох братів і сестру. Померла в Мангеттені 31 травня 1943 року.
Після смерті дружини Михайло розподілив свої статки так, щоб заснувати кілька благодійних фондів на підтримку премій та заходів для науковців і викладачів. Так він створив фонд для організації щорічної вечірки пам'яті Джессі Коваленко в Свортмор-Коледжі. Також 1944 року Коваленко заснував стипендію Джессі Коваленко для студентів, які досягли успіхів у астрономії та математиці.
У 1949 році Коваленко заповідав Національній академії наук США суму грошей на заснування медалі та премії Джессі Стівенсон Коваленко за видатні досягнення в галузі біомедичних наук. Медаль вперше присуджено 1952 року.

## Наукові дослідження
Коваленко проводив астрономічні спостереження в обсерваторії Спроула при Свортмор-Коледжі. Його наукові праці присвячені проблемам паралаксів, співвідношенню мас, власних рухів світил.

### Праці
- Kovalenko, M. S. A determination of the solar apex and the mean parallax of tenth-magnitude comparison stars. 1927.
- Kovalenko, Michel S. (1927-04). Proper motions of seventeen Porter stars. The Astronomical Journal. Т. 37. с. 122. doi:10.1086/104764. Процитовано 31 серпня 2021.
- Kovalenko, Michel S. (1930-03). Proper motions of 111 faint stars. The Astronomical Journal. Т. 40. с. 43. doi:10.1086/104963. Процитовано 31 серпня 2021.
- Kovalenko, Michel S. (1932-02). The parallax and proper motion of a faint star in the field of gamma Coronae Borealis. The Astronomical Journal. Т. 41. с. 176. doi:10.1086/105074. Процитовано 31 серпня 2021.
- Kovalenko, Michel S. (1929-02). On the peculiar motion of faint stars. The Astronomical Journal. Т. 39. с. 45. doi:10.1086/104882. Процитовано 31 серпня 2021.
- Kovalenko, Michel S. (1930-06). Mass-ratio and relative proper motion of the center of gravity of 70 Ophiuchi. The Astronomical Journal (англ.). Т. 40. с. 83—83. doi:10.1086/104978. ISSN 0004-6256. Архів оригіналу за 31 Серпня 2021. Процитовано 31 серпня 2021.
- Kovalenko, Michel S. (1932-11). Proper motions of 110 faint stars. The Astronomical Journal. Т. 42. с. 91. doi:10.1086/105119. Процитовано 31 серпня 2021.
- Kovalenko, Michel S. (1934-08). The mass-ratio of 85 Pegasi. The Astronomical Journal. Т. 43. с. 195. doi:10.1086/105229. Процитовано 31 серпня 2021.
- Kovalenko, M. S.; Pitman, J. H. (1935-02). The parallax and mass ratio of beta 101. The Astronomical Journal (англ.). Т. 44. с. 67—68. doi:10.1086/105259. ISSN 0004-6256. Архів оригіналу за 31 Серпня 2021. Процитовано 31 серпня 2021.
- Kovalenko, Michel S. (1936-05). Trigonometric parallaxes and relative prope motions of fifty stars determined with the 24-inch refractor of the Sproul Observatory. The Astronomical Journal. Т. 45. с. 94. doi:10.1086/105340. Процитовано 31 серпня 2021.
- Pitman, J. H., Kovalenko, M. S., and Rogers, A. M., Parallaxes of fifty stars determined at the Sproul Observatory (sixth list). 1948